# Луттер-ам-Баренберге
Луттер-ам-Баренберге (нім. Lutter am Barenberge) — громада в Німеччині, розташована в землі Нижня Саксонія. Входить до складу району Гослар. Центр  об'єднання громад Луттер-ам-Баренберге.
Площа — 33,29 км2. Населення становить Невірний параметр metadata 03 153 009 ос. (станом на 31 грудня 2021).
Комуна ділиться на 3 сільських округи.

Луттер-ам-Баренберге

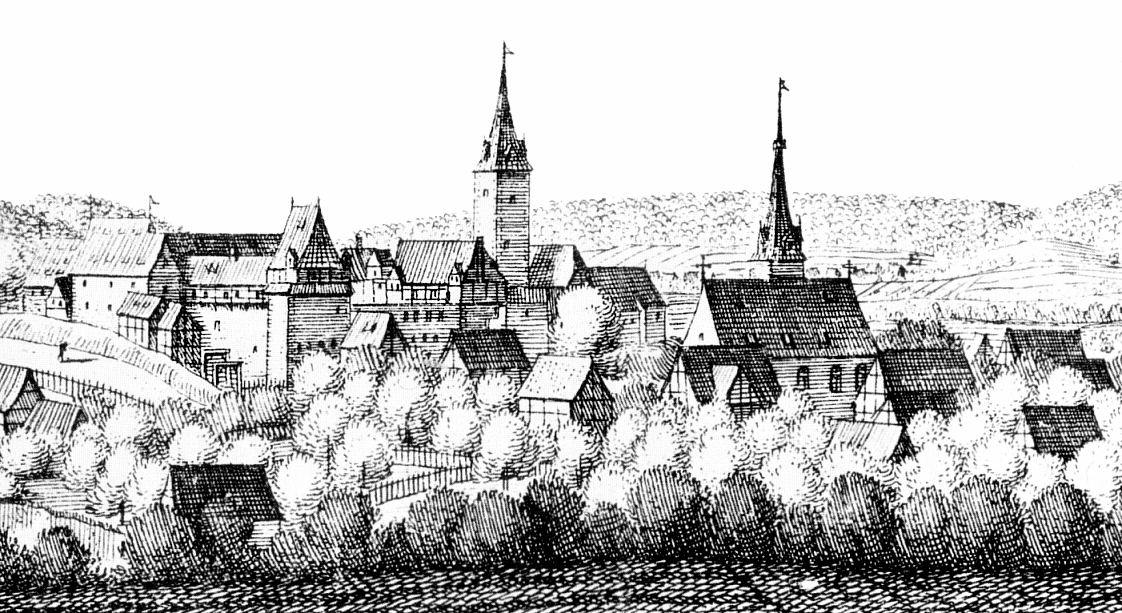
Луттер-ам-Баренберге

| Рік  | Населення |
| ---- | --------- |
| 1990 | 2537      |
| 1995 | 2557      |
| 2000 | 2531      |
| 2005 | 2430      |

## Галерея

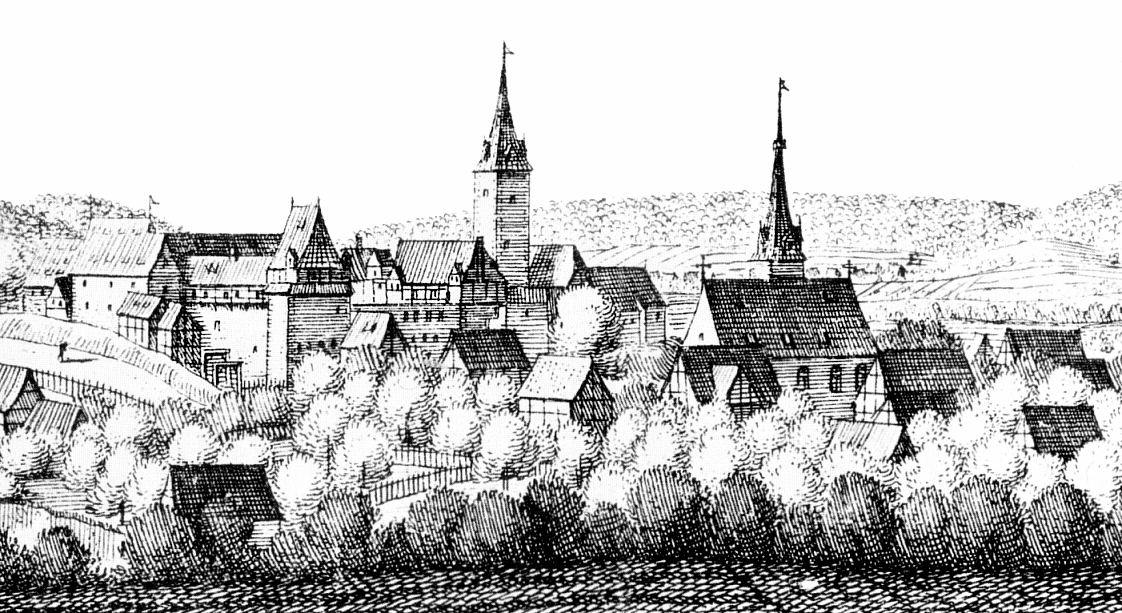
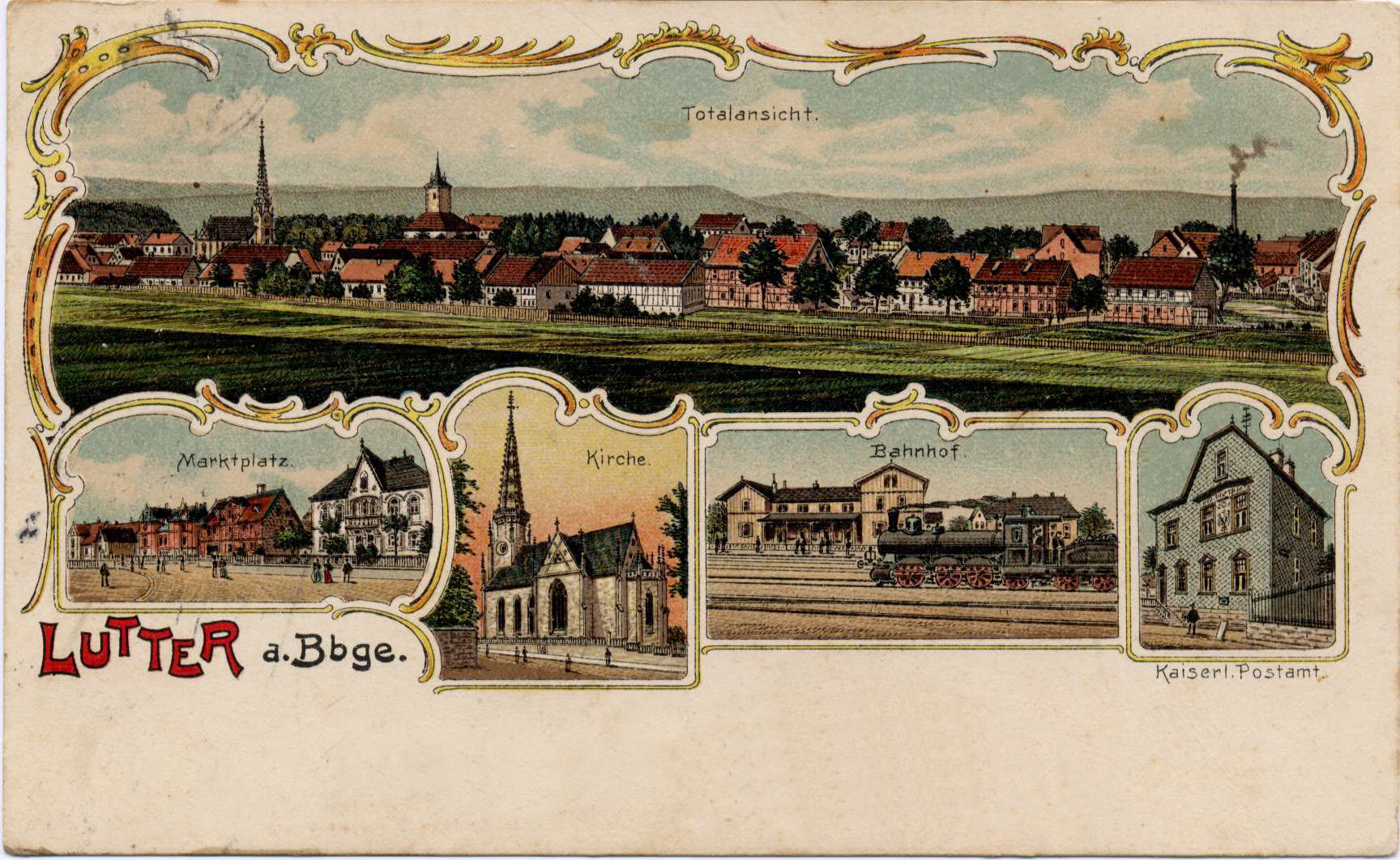
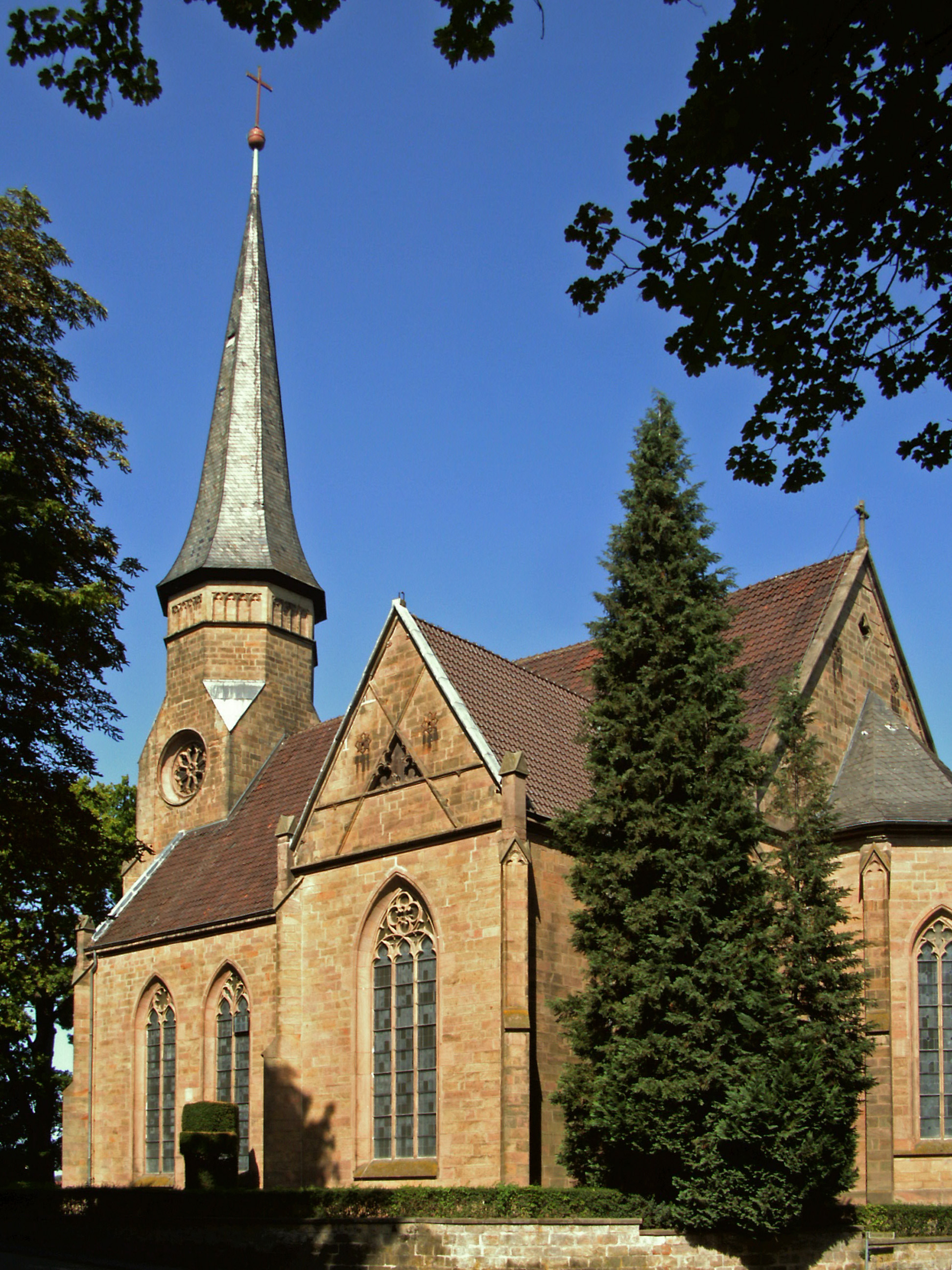
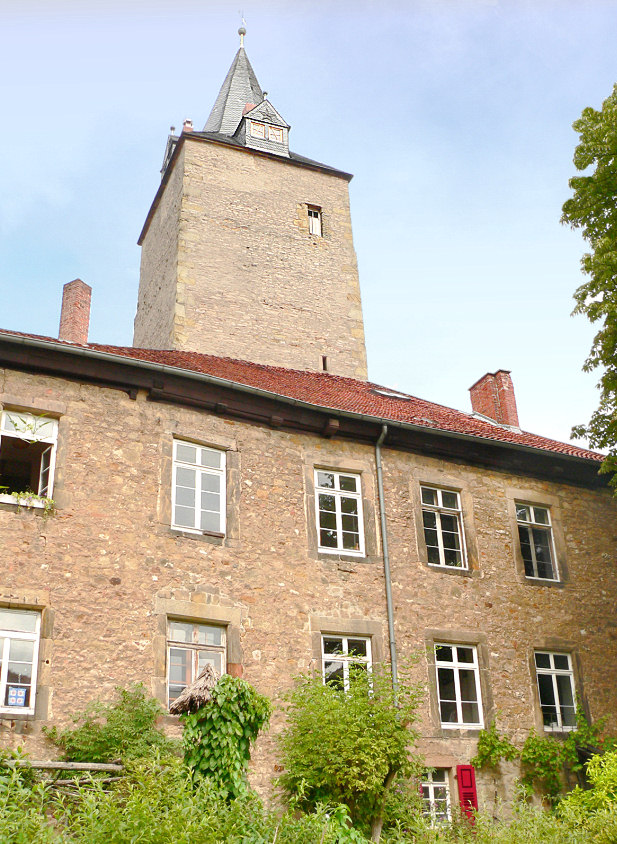